# Campoli Appennino
Campoli Appennino là một đô thị ở tỉnh Frosinone trong vùng Lazio, có vị trí cách khoảng 100 km về phía đông của Roma và khoảng 30 km về phía đông bắc của Frosinone. Tại thời điểm ngày 31 tháng 12 năm 2004, đô thị này có dân số 1.803 người và diện tích là 33,4 km².
Campoli Appennino giáp các đô thị: Alvito, Broccostella, Pescasseroli, Pescosolido, Posta Fibreno, Sora, Villavallelonga.